# Финкельштейн, Александр Нахимович
Алекса́ндр Нахи́мович Финкельште́йн (31 октября 1904 года, Петербург — 20 сентября 1941 года, Ленинград) — советский философ
 и педагог.

## Биография
Александр Нахимович Финкельштейн родился 31 октября 1904 года в мещанской семье в Петербурге; отец — провизор Нохим (Николай) Давидович Финкельштейн, редактор журнала моды «Wiener Chic».
- 1922 год — окончил 27-ю советскую трудовую школу.
  - 1920—1922 — во время школьной учёбы в служил в школьной библиотеке.
- 1925 год — окончил общественно-педагогическое отделение ФОН ЛГУ.
  - во время вузовской учёбы работал в качестве политпросветчика («Ликбез», лектор и кружковод «Союза безбожников»).
- 13 февраля 1926 — арестован по подозрению в участии в подпольной Всероссийской организации сионистской молодёжи; вскоре был освобожден, и дело прекращено.
- 1926—1927 — преподавал обществоведение:
  - в трудовой школе,
  - на «Курсах просвещения»,
  - курсах подготовки в вуз.
- С 1928 года — преподавание диамата и истмата в высших учебных заведениях:
  - 1928—1929 — Государственные курсы искусствоведения,
  - 1928—1929 — Ленинградский медицинский институт,
  - 1929—1930 — Ленинградский политехнический институт,
  - 1930 — Ленинградское отделение Коммунистической  академии — секретарь кафедры диамата,
  - 1930—1931 — Кооперативная академия;

член Научного общества марксистов, где вел научно-общественную работу: был секретарём секции исторического материализма и ленинизма.
- 8 мая 1931 — зачислен в ПБ на должность главного библиотекаря Отдела обработки в качестве систематизатора литературы по философии и консультанта по наиболее сложным вопросам отрасли.
  - В июне того же года переведен на половину оклада в связи с работой в Финансово-экономическом институте в качествеве доцента. Финкельштейну было поручено ведение отдела  диамата, истмата, истории философии и социологии. Он составил интересные для того времени проекты схем этих дисциплин. Неоднократно выступал на научных совещанях группы с докладами о методологических основах библиотечной классификации.
- В августе 1935 года подал в дирекцию Библиотеки заявление с просьбой разрешить ему поступление в аспирантуру Государственной Академии искусствознания. В данной ему характеристике отмечалось: «Значение работ Финкельштейна выходит далеко за рамки отдела, составляющего предмет его непосредственных знаний <…> Предложенные им принципы идеологической характеристики книг положены в основу работы группы. <…>» Его широкая историко-философская осведомленность «заставляет видеть в т. Финкельштейне одного из наиболее ценных работников группы». В связи с зачислением в аспирантуру Финкельштейн был переведён на четверть оклада с ноября 1935.
- Актом ВТЭК от 9 ноября 1936 года был переведён на инвалидность; с этого числа уволен из Библиотеки в связи с переходом на инвалидность.

Умер 20 сентября 1941 года в блокадном Ленинграде.

## Сочинения
- «Характер материалистического учения о причинности» // Записки Научного общества марксистов. 1928. № 1.